# Station Karahashimae

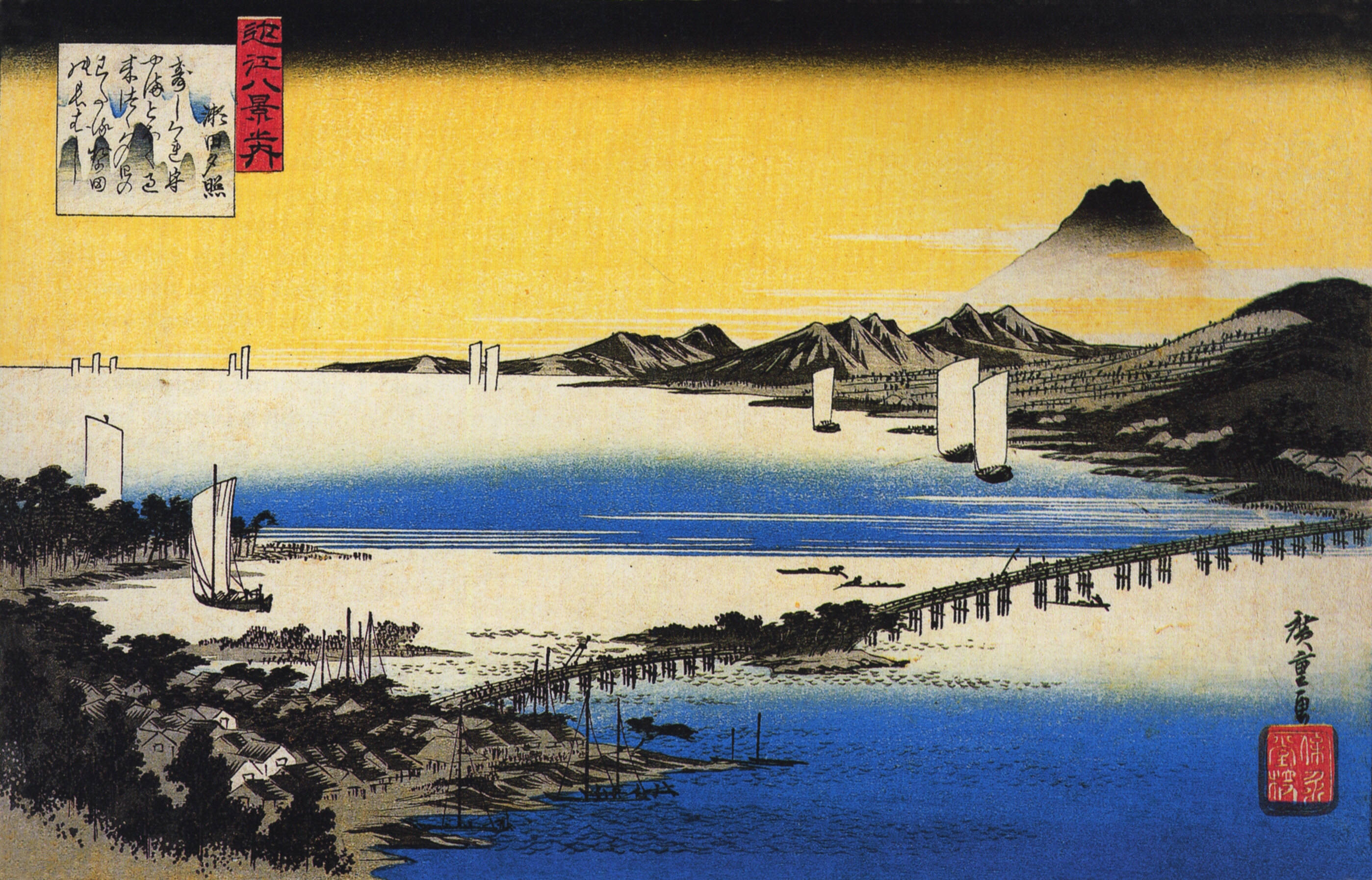
De Karahashi door Hiroshige

Station Karahashimae (唐橋前駅, Karahashimae-eki) is een spoorwegstation in de Japanse stad Ōtsu. Het wordt aangedaan door de Ishiyama-Sakamoto-lijn. Het station twee sporen gelegen aan twee zijperrons.

## Treindienst

### Keihan
| 1 | ■ Ishiyama-Sakamoto-lijn | richting Hamaōtsu en Sakamoto |
| 2 | ■ Ishiyama-Sakamoto-lijn | richting Ishiyamadera         |

## Geschiedenis
Het station werd in 1914 geopend. In 1966 werd er een nieuw station gebouwd.

## Overig openbaar vervoer
Bussen van Keihan.

## Stationsomgeving
- Seta-rivier
  - Karahashi (brug over de Seta-rivier)
- Autoweg 422

Ishiyamadera · Karahashimae · Keihan Ishiyama · Awazu · Kawaragahama · Nakanoshō · Zezehonmachi · Nishiki · Keihan Zeze · Ishiba · Shimanoseki · Hamaōtsu · Miidera · Bessho · Ōjiyama · Ōmijingūmae · Minami-Shiga · Shigasato · Anō · Matsunobamba · Sakamoto